# Hirshabelle
Hirshabelle, oficialmente Estado de Hirshabelle, é um estado-membro federal no centro-sul da Somália. Faz fronteira com o estado de Galmudug, na Somália, ao norte, com o Estado do Sudoeste da Somália e com a região de Banaadir, ao sul, com a Etiópia, a oeste, e com o Oceano Índico, a leste. Jowhar é a capital do estado.

## História
Hirshabelle consiste nas regiões de Médio Shabelle e Hiiraan; sua denominação é derivada de uma fusão de seus nomes. Hirshabelle se considera um estado autônomo dentro da Somália, conforme definido pela Constituição Provisória da República Federal da Somália.
Em 8 de agosto de 2015, o Presidente e o Primeiro-Ministro do Governo Federal da Somália, e os líderes políticos regionais, incluindo os governadores de facto de Hiiraan e Médio Shabelle, iniciaram o processo de estabelecimento de um novo estado-membro federal em Villa Somalia, em Mogadíscio. Jowhar, em Médio Shabelle, foi designada para sediar a conferência de formação do estado, não sem oposição dos líderes de Hiiraan, que queriam que a conferência ocorresse em Beledweyne.
A criação do Estado de Hirshabelle foi controversa devido a rivalidade entre os Hawadle de Hiran e os Abgaal do Médio Shabelle, ambos subclãs dos clãs Mudulood e Hawiye respectivamente.
Em outubro de 2016, foram realizadas eleições presidenciais locais, vencidas por Ali Abdullahi Osoble. Em 11 de março de 2017, o Parlamento de Hirshabelle aprovou um novo Gabinete de 52 Ministros. Em setembro de 2017, o Parlamento elegeu um presidente, Mohamed Abdi Ware.
Ali Abdullahi Hussein ocupa o cargo de presidente do Estado de Hirshabelle desde 2020. Dos 99 membros do Parlamento, 86 votaram a favor dele, com os 13 votos restantes indo para Abdirahman Jimale Osman.